# Referendum propositivo a San Marino del 2021
Il referendum propositivo a San Marino del 2021 fu una consultazione referendaria tenutasi domenica 26 settembre 2021. Gli elettori furono chiamati alle urne per esprimere il proprio parere sulla depenalizzazione dell'interruzione volontaria di gravidanza a San Marino.
La legalizzazione dell'aborto fu approvata col 77% dei voti favorevoli.

## Contesto
Art. 153 Aborto

La donna incinta che si procura l'aborto e chiunque vi concorra sono puniti con la prigionia di secondo grado.

Alla stessa pena soggiace la persona che procura l'aborto alla donna maggiore degli anni ventuno col libero e consapevole consenso di lei.

Si applica la prigionia di terzo grado:

1) se il fatto è commesso senza il consenso della donna;

2) se il colpevole fa mestiere di pratiche illecite o agisce per fine di lucro;

3) se in conseguenza dell'aborto la donna incinta muore o subisce una lesione grave.

Si applica la prigionia di terzo grado congiunta all'interdizione di quarto grado, se il colpevole esercita una professione sanitaria.

Art. 154 Aborto per motivo d'onore

La donna incinta che per motivo d'onore si provoca l'aborto o vi consente è punita con la prigionia di primo grado.

Chiunque concorre nel misfatto per fine di lucro è punito con la prigionia di secondo grado.

Se il compartecipe esercita una professione sanitaria si applica altresì la relativa interdizione di quarto grado.
Nel 2021 la Repubblica di San Marino possedeva una delle legislazione più restrittive d'Europa sulla questione dell'aborto: era uno degli ultimi Stati europei a considerarlo come reato senza eccezioni (insieme a Malta, Andorra e Vaticano). L'interruzione volontaria della gravidanza era infatti vietata dagli articoli 153 e 154 del codice penale, anche nei casi di stupro, incesto o gravi malformazioni del feto. Le donne che abortivano erano punibili con la pena della prigionia da tre mesi a sei anni, mentre chi le assisteva esercitando una professione sanitaria era punito con la prigionia da due a sei anni e l'interdizione dalla professione da due a cinque anni. Era prevista una pena inferiore nel caso in cui la donna non fosse sposata e quindi il figlio illegittimo (aborto per motivo d'onore). Erano ammessi, di fatto e per necessità mediche, solo gli aborti in caso di pericolo per la vita della madre, senza che però questa eccezione fosse esplicitamente menzionata nei testi normativi.

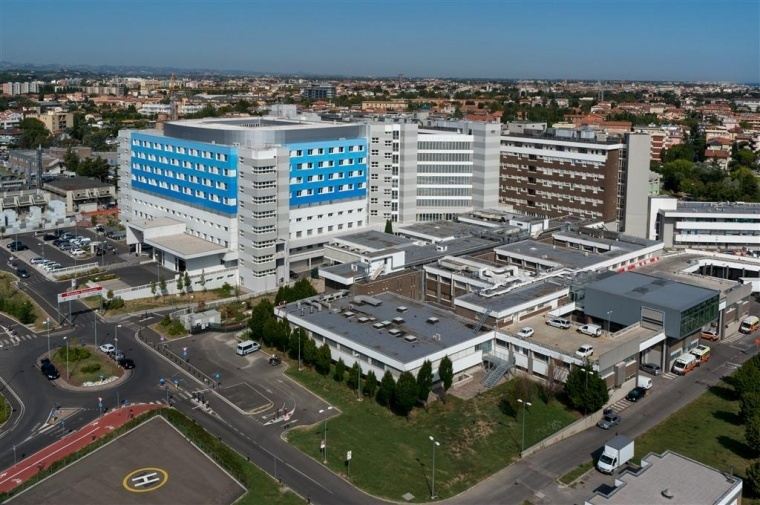
Il 90% delle donne sammarinesi che fanno riferimento all'Italia per richiedere l'interruzione volontaria di gravidanza si rivolgono all'Ospedale di Rimini.

Per questi motivi, in pratica, le donne sammarinesi che desideravano abortire dovevano rivolgersi, di nascosto per evitare l'incriminazione penale, alle vicine strutture sanitarie in Italia, generalmente all'ospedale di Rimini (distante circa 20 km), sostenendo personalmente anche tutte le spese sanitarie (pari a 2000-2500 euro), che non venivano rimborsate dal servizio sanitario sammarinese. Secondo le statistiche dell'ISTAT, nel periodo compreso tra il 2005 e il 2019, si è registrata una media annuale di 20 donne sammarinesi che hanno chiesto l'interruzione volontaria di gravidanza in Italia.
L'ultimo disegno di legge relativo ad un allentamento della normativa, poi respinto dal governo, risaliva al 1974.
Il 12 novembre 2003 la consigliera Vanessa Muratori presentò il progetto di legge sulle Norme in materia di procreazione cosciente e responsabile, con cui proponeva di depenalizzare e regolamentare l'aborto, ma la bozza fu respinta dalla Commissione Sanità. Il 6 aprile 2014 venne depositata un'istanza d'arengo per legalizzare l'aborto, ma venne respinta dal Consiglio Grande e Generale. Nello stesso anno fu presentato un progetto di legge d'iniziativa popolare Norme in materia di procreazione cosciente e responsabile, andato in prima lettura al Consiglio solo nel 2017, ma poi mai trasmesso in Commissione.
Nel 2016 il Consiglio Grande e Generale approvò tre istanze d'arengo per legalizzare l'aborto nelle ipotesi di rischio per la salute della donna, stupro e gravi malformazioni del feto, giudicando le norme penali come antiquate. Tuttavia, non venne poi approvata alcuna modifica alle norme penali.
Nel marzo 2019 vennero presentati due disegni di legge d'iniziativa popolare: Sostegno alla genitorialità e ai figli nascituri (in cui veniva confermato il divieto di aborto, favorendo invece politiche a favore della famiglia) e Norme in materia di procreazione cosciente e responsabile e di interruzione volontaria di gravidanza (che invece riapriva la discussione sul tema). Entrambe le proposte, dopo la prima lettura, non erano ancora state trasmesse alle Commissioni.

## Iniziativa referendaria
Un comitato di iniziativa sostenuto dall'Unione delle Donne Sammarinesi (UDS) intraprese nel 2021 una raccolta di firme in vista di un referendum sulla legalizzazione dell'interruzione volontaria di gravidanza Tale referendum popolare si svolgeva nell'ambito delle Nuove norme in materia di referendum e iniziativa legislativa popolare del 1994, che consentono alla popolazione sammarinese di chiedere l'indizione di un referendum legislativo per votare una proposta di legge, oppure abrogativo che al contrario ne abroghi una legge esistente, e ciò in diversi ambiti rientranti nelle attribuzioni e nelle competenze del Consiglio Grande e Generale.
Per richiedere il referendum è necessario raccogliere le firme di almeno 3% degli elettori iscritti alle liste elettorali entro 45 giorni per il disegno di legge o 90 giorni per l'abrogazione. Nel 2021 questa soglia era fissata così a 1.070 firme. Il comitato dei cittadini all'origine della raccolta firme trasmette anzitutto la propria proposta al Collegio garante della costituzionalità delle norme che ne verifica e ne proclama la validità. Il periodo di raccolta inizia quindi non appena viene annunciato.
Il progetto del comitato di iniziativa referendaria fu presentato ufficialmente il 3 febbraio 2021, ricevendo l'approvazione del Collegio garante il 16 marzo seguente. Nel periodo di raccolta delle sottoscrizioni (dal 23 marzo al 14 giugno), il comitato riuscì a raccogliere 3 028 firme, di cui 2 926 dichiarate valide il 10 giugno dal Collegio garante, ovvero quasi tre volte la soglia richiesta. Il 13 luglio i due capitani reggenti promulgarono il decreto che indice il referendum, fissando la data della consultazione al 26 settembre 2021..

## Oggetto del referendum

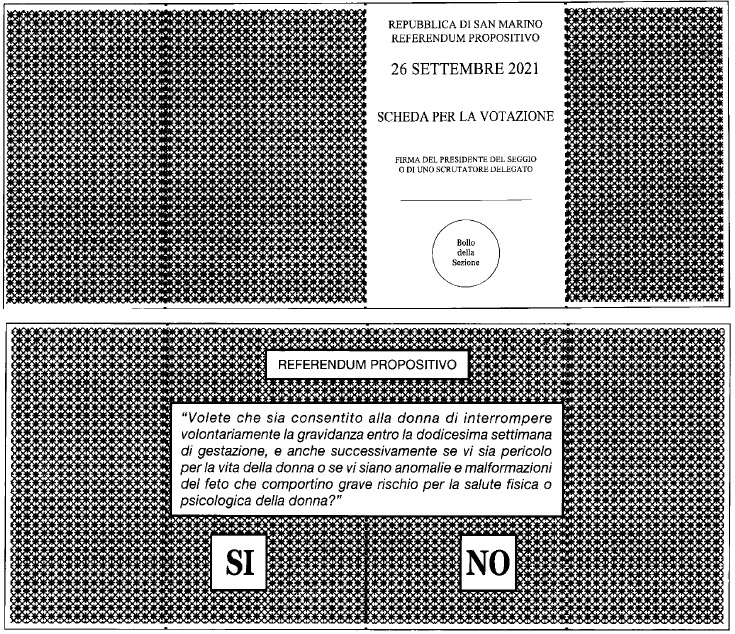
Scheda del referendum

Il progetto di legge sottoposto a consultazione si proponeva di legalizzare l'aborto volontario di una gravidanza inferiore a dodici settimane, senza condizioni. Il limite di dodici settimane non è tuttavia preso in considerazione nel caso di pericolo per la vita della madre o nel caso di malformazione del feto che potrebbe causare un grave impatto sulla salute fisica o psichica della madre.

## Posizione dei partiti e delle parti sociali

### Sì
- Movimento Civico R.E.T.E.[18] (coalizione Domani in Movimento)
- Libera San Marino[19], tra cui, con comunicato proprio:
  - Movimento Ideali Socialisti[20]
- Partito dei Socialisti e dei Democratici[21] (aderente a Noi per la Repubblica)
- Movimento Democratico - San Marino Insieme[21] (aderente a Noi per la Repubblica)
- Ēlego per una Nuova Repubblica[22]
- Area Democratica[23]
- Associazione Unione Donne Sammarinesi[24]
- Confederazione Sammarinese del Lavoro[25]
- Associazione Emma Rossi[26]
- Associazione Noi ci Siamo San Marino[27]
- consigliere indipendenti Grazia Zafferani e Sandra Giardi[28]

### No
- Partito Democratico Cristiano Sammarinese[29]
- Comitato referendario Uno di Noi[30]
- Coordinamento Aggregazioni Laicali di San Marino[31], tra cui:
  - Associazione Accoglienza della Vita[19]
  - Associazione guide esploratori cattolici sammarinesi[32]
  - Associazione comunità Papa Giovanni XXIII
  - Azione Cattolica San Marino - Montefeltro[33]
  - Associazione Carità senza Confini[34]
  - Centro Sociale Sant'Andrea[35]
  - Comunione e Liberazione San Marino[36]
  - Ordine francescano secolare[37]
  - Unione cristiana imprenditori dirigenti

### Libertà di voto
- Domani Motus Liberi[19] (coalizione Domani in Movimento)
- Repubblica Futura[19]
- Noi per la Repubblica[38]

## Condizioni di validità
Il referendum è giuridicamente vincolante. 
Fino al 2016 le proposte popolari erano considerate valide solo se ricevevano la maggioranza assoluta dei voti espressi e almeno il 25% degli iscritti favorevoli alla proposta, che di fatto equivaleva ad un quorum di partecipazione almeno pari a tale soglia; nel referendum del 2016, invece, la popolazione ha approvato la proposta di rimuovere il quorum con il 58,58% di voti favorevoli, pari a 27,36% di iscritti. Il referendum del 2021 non fu quindi soggetto a questo quorum e la maggioranza semplice dei voti espressi fu sufficiente per convalidare il risultato.

## Voto e risultati
Gli elettori chiamati alle urne sono 35.411, di cui 16.084 maschi e 19.327 femmine. Gli elettori interni sono 22.970, mentre gli esteri sono 12.441.

### Affluenza
| Area              | ore 12:00 | ore 17:00 | ore 20:00 |
| ----------------- | --------- | --------- | --------- |
| Elettori interni  | 23,43%    | 46,06%    | 60,30%    |
| Elettori esteri   | 2,48%     | 4,66%     | 5,69%     |
| Totale San Marino | 16,07%    | 31,52%    | 41,11%    |

### Scrutinio
| Risultati                        | Preferenze | Percentuale su voti validi | Percentuale su votanti | Percentuale su elettori |
| -------------------------------- | ---------- | -------------------------- | ---------------------- | ----------------------- |
| Sì                               | 11 119     | 77,30%                     | 76,38%                 | 31,40%                  |
| No                               | 3 265      | 22,70%                     | 22,43%                 | 9,22%                   |
| Schede bianche                   | 98         | -                          | 0,67%                  | 0,28%                   |
| Schede nulle                     | 77         | -                          | 0,53%                  | 0,21%                   |
| Totale votanti                   | 14 558     |                            | 100,00%                | 41,11%                  |
| Corpo elettorale                 | 35 411     | –                          | –                      | 100,00%                 |
| Fonte: http://www.referendum.sm/ |            |                            |                        |                         |

### Risultati per castello
| RISULTATI PER CASTELLO           | SÌ     | NO     | AFFLUENZA |
| Città di San Marino              | 76,71% | 23,29% | 60,10%    |
| Acquaviva                        | 76,77% | 23,23% | 60,81%    |
| Borgo Maggiore                   | 75,99% | 24,01% | 59,49%    |
| Chiesanuova                      | 72,95% | 27,05% | 57,61%    |
| Domagnano                        | 74,77% | 25,53% | 61,83%    |
| Faetano                          | 81,76% | 18,24% | 59.04%    |
| Fiorentino                       | 81,19% | 18,81% | 60,62%    |
| Montegiardino                    | 78,60% | 21,40% | 63,60%    |
| Serravalle                       | 78,23% | 21,77% | 59,61%    |
| Interni                          | 77,26% | 22,74% | 60,30%    |
| Esteri                           | 78,06% | 21,94% | 5,69%     |
| TOTALE                           | 77,30% | 22,70% | 41,11%    |
| Fonte: http://www.referendum.sm/ |        |        |           |